# Darios Joint
Darios Joint var et underholdnings-talkshow, der blev sendt på TV 2 i 1998. Programmet blev skabt af komikerne Casper Christensen, Jan Gintberg og Lars Hjortshøj, der alle fungerede som værter på programmet.

## Udsendelserne
Programmets ni udsendelser havde premiere på lørdage mellem kl. 21:15 og 22:00 i perioden 28. februar til 25. april 1998. Udsendelserne blev optaget om onsdagen forinden sendingen den følgende lørdag.
| Afsnit | Sendetidspunkt                 | Gæster                                                             | Musikalske indslag          | Kilder      |
| ------ | ------------------------------ | ------------------------------------------------------------------ | --------------------------- | ----------- |
| 1      | kl. 21:25 den 28. februar 1998 | Michael Wikke og Steen Rasmussen, Synnøve Søe og Lina Mazuki Ernst | Anouk og Wes Madiko (en)    | [ 2 ]       |
| 2      | kl. 21:15 den 7. marts 1998    | Hans Otto Bisgaard, Jan Linnebjerg og Trine Gregorius              | Air og Deni Hines (en)      | [ 3 ]       |
| 3      | kl. 21:15 den 14. marts 1998   | Amalie Dollerup, Thorkild Thyrring og Camilla af Rosenborg         |                             | [ 4 ]       |
| 4      | kl. 21:50 den 21. marts 1998   | Oliver Bjerrehuus, Steffen Brandt og Ulrikka Bretton-Meyer         |                             | [ 5 ]       |
| 5      | kl. 22:00 den 28. marts 1998   |                                                                    | Kylie Minogue               | [ 6 ]       |
| 6      | kl. 21:15 den 4. april 1998    |                                                                    |                             |             |
| 7      | kl. 21:30 den 11. april 1998   |                                                                    |                             |             |
| 8      | kl. 21:15 den 18. april 1998   | Helena Blach Lavrsen                                               | Boyzone                     | [ 7 ] [ 8 ] |
| 9      | kl. 21:15 den 25. april 1998   | Mads Larsen                                                        | Simple Minds og Ace of Base | [ 9 ]       |

## Modtagelse
Programmet fik blandede anmeldelser. Ekstra Bladets tv-anmelder Hans Flemming Kragh kritiserede programmets form for at være uoriginal og skrev, at "satire kan de [komikerholdet, red.] ikke lave, fordi de ved for lidt om verden, og fordi de ikke har nogen holdninger."
Ekstra Bladets Peder Christoffersen skrev, at programmet lignede "ordinært snik-snak" med "ondskabsfulde vitser."
BTs anmelder Peter Juul kaldte programmet "ret sjovt" og "en udmærket kopi af Leno og Letterman."
Juul efterlyste dog større originalitet og ærgrede sig over den grovere humor, som da Christensen sammenlignede Liselotte Lohmann med et Hercules-fly i den første udsendelse.
Politikens tv-anmelder Henrik Palle erklærede sig skuffet over programmet og mente ikke, at Christensen var "lige så sjov og kvik som det amerikanske forbillede David Letterman."
Palle kritiserede ligesom Juul programmets grove humor, der ifølge Palle "[altid gik] ud på at nedgøre nogen, sparke nedad, være morsom på andres bekostning."
BTs skribent Tina Krongaard Andersen overværede optagelserne af første udsendelse og skrev, at "[...] der er ingen tvivl om, at det er underholdende. [...] Casper er tilbage i fin form. Hans hurtige replikker rammer stort set plet hver gang."
| Citat                                                  | Det lader til, at TV 2 har købt katten i sækken, da de ansatte Casper Christensen til at forny dansk tv-underholdning. Han har nu siddet i tænketank et halvt års tid, og sidste lørdag havde han så premiere på sit nye epokeskabende underholdnings-show. Jeg så det. Joe. Og så i lørdags så jeg anden-udgaven. Tja. Det var så det. Hvordan skal man nu formulere det? Jo, det var sådan et show med nogle kendte gæster, som Casper snakkede med. Og så var der en kakadue, et næbdyr og en gris. Og noget musik, sådan med røg og sådan noget. Jo såmænd. Og et ungt og meget velvilligt publikum. Det var lissom man havde set det før. | Citat |
| — Hans Flemming Kragh, Ekstra Bladet den 9. marts 1998 | |       |

Programmet havde lave seertal
og blev sammen med Christensen kritiseret i en række læserbreve.
Dette var især efter 7. og 8. udsendelse, hvor flere avislæsere mente, at Christensen havde begået majestætsfornærmelse mod Dronning Ingrid.